# Mesopsyllus atargatis
Mesopsyllus atargatis is een eenoogkreeftjessoort uit de familie van de Canthocamptidae. De wetenschappelijke naam van de soort is voor het eerst geldig gepubliceerd in 1960 door Por.